# Красота форм в природе
«Красота форм в природе» (нем. Kunstformen der Natur) — литографическая книга немецкого биолога Эрнста Геккеля. Первоначально публиковалась в период с 1899 по 1904 годы в комплектах по 10 оттисков, полная версия из 100 оттисков вышла в 1904 году.
Второе издание книги, содержавшее лишь 30 оттисков, вышло в 1924 году.

## Содержание книги
Многие из организмов, изображенных в книге, были впервые описаны самим Геккелем. Всего на основе эскизов и акварельных набросков Геккеля было изготовлено более 1000 гравюр, лучшие из которых были отобраны для книги и переведены в печатную форму литографом Адольфом Глитчем.
По словам современного исследователя Олафа Брайдбаха, редактора новых изданий «Красоты форм в природе», это «была не просто книга с иллюстрациями, но также отражение его взглядов на мир». Формы жизни были отобраны так, чтобы продемонстрировать совершенство их организации, начиная от натуралистичных зарисовок рыб и аммонитов до глубоко симметричных медуз и микроорганизмов. В то же время каждая страница была скомпонована так, чтобы визуально охватить максимум представителей одного вида или семейства живых существ.
Среди значимых страниц можно отметить ту, где изображены радиолярии. Геккель способствовал их популяризации среди любителей микроскопии, вставляя практически в каждый комплект. Также часто встречаются в книге страницы с изображениями стрекающих, таких как актинии, сифонофоры, дискомедузы и прочие. Первый комплект включал в себя изображения медуз Desmonema annasethe (= Cyanea annasethe), которых Геккель обнаружил и описал вскоре после смерти своей жены Анны Сет.

## Влияние книги на искусство и архитектуру
Книга имела большое влияние на искусство и архитектуру начала XX века. В частности, многие представители модерна пытались воспроизвести некоторые из тех красивых форм, что были изображены Геккелем, в том числе Рене Бине, Карл Блосфельдт, Ганс Кристиансен, Эмиль Галле. Одним из ярких примеров такого влияния можно назвать здание амстердамской Биржи Берлаге, которую спроектировал Хендрик Петрюс Берлаге отчасти под влиянием «Красоты форм в природе».

## Иллюстрации
Классификация по Геккелю набрана курсивом.
- Cyanea annasethe (Desmonema annasethe)
- Актинии (Actiniae)
- Веслоногие ракообразные (Copepoda)
- Десятиногие ракообразные (Decapoda)
- Паукообразные (Arachnida)
- Бесхвостые (Batrachia)
- Ящерицы (Lacertilia)
- Кузовковые (Ostraciontes)
- Prosobranchia (устаревшее название)
- Радиолярии (Stephoidea)
- Мхи (Muscinae)
- Орхидные (Orchidae)
- Моли (Tineida)
- Рукокрылые (Chiroptera)
- Колибри (Trochilidae)
- Антилопы (Antilopina)